# Corner de 1838 sur le coton américain
Le Corner de 1838 sur le coton américain est l'une des plus importantes spéculations de l'histoire de la culture du coton, impliquant la Second Bank of the United States et d'autres banques de la côte est. Le « corner » qui est ainsi mis en place ne vise cependant pas à enrichir la banque ou ses actionnaires mais à faire remonter les cours du coton, pour limiter l'ampleur des pertes subies par les planteurs, négociants et banques qui ont pris des risques pendant la période spéculative de 1834 à 1836.

## Histoire

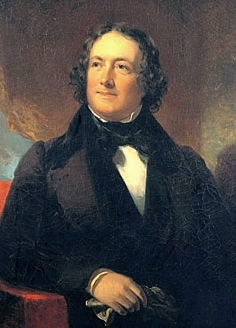
Nicholas Biddle

Le corner de 1838 sur le coton américain a lieu après une vague de forte baisse des cours du coton. L'expression « corner » est utilisée par l'historien Peter E Austin, qui décrit l'opération, pilotée par Nicholas Biddle, célèbre financier américain. Depuis une quinzaine d'années le président de la Second Bank of the United States, il était entré en conflit avec Andrew Jackson, le président américain, ce qui fit que le second menaça la banque, institution privée bien qu'elle ait le pouvoir d'une banque centrale, de perdre sa charte officielle. En 1836, elle est obligée de s'installer en Pennsylvanie, contribuant à la Panique de 1837 et à l'incertitude sur l'avenir du monde bancaire en général. Les faillites menacent alors de se multiplier dans le sud des États-Unis, car les banques anglo-américaines sont moribondes. L'objectif du corner sur le coton est de restaurer la solvabilité du système bancaire américain, qui a trop prêté au monde du coton, dans le sud du pays, au moment de la hausse des cours permise par la forte croissance économique mondiale des années 1830, grâce à l'argent plus disponible auprès des créanciers anglais après le Bank Charter Act de 1833.
À partir d'avril 1837, Nicholas Biddle, associé aux banques de Manhattan et à celle de Stephen Girard, émet des titres de crédit associé au coton, qui deviennent une monnaie de substitution, plus rassurante, car la baisse du coton ne pouvait atteindre des proportions infinies. La Second Bank of the United States envoya un peu plus tard, à l'été 1837, un de ses dirigeants, Samuel Jaudon, créer un établissement dans le port de Liverpool, pour permettre aux négociants et producteurs de coton d'y stocker des quantités plus importantes, et rendre la matière première plus accessible plus rapidement aux industriels, en cas de reprise des cours. La Banque Barings avait elle-même créé un entrepôt privé pour le commerce du coton dans le même port en 1832, peu avant la hausse des cours du début de 1833 et les professionnels du coton connaissaient la technique du corner et ses risques. Lors des flambées de cours des été 1833 et 1834, de nombreuses usines avaient suspendu leurs opérations. Entre janvier 1832 et décembre 1834, les cours étaient passés de 9 à 18 cents.
Avec d'autres financiers, Nicholas Biddle passe des contrats divers pour accaparer l'essentiel des récoltes du premier producteur mondial de coton, les États-Unis, afin d'obtenir des prix plus élevés des industriels qui avaient parié sur une accentuation de la baisse des cours survenue brutalement après la Panique de 1837. La banque britannique Barings a un agent américain, Thomas Wren Ward (1786-1858), négociant à Boston, qui organise le rapatriement à Londres de 680000 pièces de monnaie en or, sur six navires, pour sécuriser le système financier à son centre. En juillet 1839, Thomas Baring organise un important prêt de la Banque de France à son homologue anglaise, pour consolider le tout.
Le corner sur le coton américain fait encore plus flamber les cours du coton en 1838 qu'au cours des années 1830. De nombreux industriels alsaciens et anglais doivent cesser d'en acheter et mettre à l'arrêt des usines. Cette hausse est cependant de courte durée, car après que la république du Texas fut fondée en 1836, la production américaine de coton a augmenté fortement. Une partie des actifs de la est alors repris par la société de négoce britannique de William Brown (banquier), qui pendant la crise a bénéficié d'une ligne de crédit deux millions de sterling de la Banque d'Angleterre.
En 1839, Biddle doit démissionner de son rôle de président, ruiné, car la banque ne peut plus honorer ses paiements. Mais il reste parmi l'équipe dirigeante de la banque. Ses coactionnaires lui réclament par la suite en justice des fortunes. Il est arrêté et mis en examen pour conspiration financière et crime financier.